# 시카베정
시카베정(일본어: 鹿部町)은 일본 홋카이도 오시마 종합진흥국 관내 중부에 있는 정이다. 정명의 유래는 아이누어의 ‘시케르페’(シケルペ, 키하다가 있는 곳이라는 뜻)이다. 한때 야생 매가 많아 ‘다카마치’(鷹待)로 불리며 매가 막부로의 헌상품이었던 시기도 있었다.

## 지리
오시마 관내 중부, 오시마반도 북동부에 위치한다. 고마가산 남동부에 위치해 분화로 인한 재가 자주 날아온다. 연안을 국도 278호선이 통과한다.

### 인접한 자치체
- 오시마 종합진흥국
  - 하코다테시
  - 가야베군 모리정
  - 가메다군 나나에정

## 역사
- 1906년 - 가야베군 시카베촌이 성립하였다.
- 1983년 - 정으로 승격해 시카베정이 되었다.

## 산업
어업이 활발하며 정내에 크고 작은 3개의 어항이 있다. 또한 온천도 많다.

## 교통

### 철도
- 홋카이도 여객철도 하코다테 본선

### 도로
- 국도 278호선(일본어판)